# Trachythecium mamillatum
Trachythecium mamillatum är en bladmossart som beskrevs av C. Müller och Fleischer 1923. Trachythecium mamillatum ingår i släktet Trachythecium och familjen Hypnaceae. Inga underarter finns listade i Catalogue of Life.